# Bernard Prévot
Pour les articles homonymes, voir Prévot.
Bernard Prévot, seigneur de Morsan, président au Parlement de Paris. Envoyé en Provence, pour présider la commission de 1564, il fut reçu au Parlement d'Aix le 14 avril de cette même année. Il obtint du roi l'autorisation de rentrer à Paris en décembre 1566. Il présidait encore le Parlement en 1567, et mourut à Poitiers en 1582.

## articles connexes
- Liste des officiers au Parlement de Provence